# Fieldia australis
Genre
Espèce
Classification APG III (2009)
Fieldia australis est une espèce de plantes à fleurs de la famille des Gesneriaceae. C'est une plante grimpante endémique d'Australie. C'est la seule espèce dans le genre Fieldia (genre monotypique).

## Description
Il s'agit d'une plante grimpante épiphyte s'accrochant par ses racines au tronc ou aux branches d'un arbre hôte.
Les feuilles opposées, simples, oblongues, dentées font 3 à 7 cm de long sur 1 à 3 de large. Les fleurs tubulaires à pétales soudés de 3 cm de long sont de couleur crème. Le fruit est une baie de couleur pourpre.
Attention, World Checklist of Selected Plant Families (WCSP) (15 avr. 2010) ne reconnait pas ce genre et cette espèce et en font les synonymes de:
- Vandopsis Pfitzer (Syn. de Fieldia Gaudich.)
  - Vandopsis gigantea (Lindl.) Pfitzer (Syn de Fieldia gigantea (Lindl.) Rchb.f.)
  - Vandopsis lissochiloides (Gaudich.) Pfitzer (Syn de Fieldia lissochiloides Gaudich.)
  - Vandopsis undulata (Lindl.) J.J.Sm. (Syn de Fieldia undulata (Lindl.) Rchb.f.)

### GenreFieldia
- (en) World Checklist of Selected Plant Families (WCSP) : Fieldia
- (en) Paleobiology Database : Fieldia
- (en) NCBI : Fieldia (taxons inclus)

### EspèceFieldia australis
- (en) Catalogue of Life : Fieldia australis A.Cunn. (consulté le 23 juin 2024)
- (en) IPNI : Fieldia australis A.Cunn.
- (en) NCBI : Fieldia australis (taxons inclus)